# Narmada
El riu Narmada, Narbada o Nerbudda (en devanagari: नर्मदा; en gujarati: નર્મદા), també anomenat Rewa, és un llarg riu que discorre per la part central de l'Índia, el cinquè més llarg del subcontinent indi. Narmada és una paraula sànscrita que significa 'el que està dotat de felicitat'. Forma la frontera tradicional entre el nord i el sud de l'Índia i flueix en direcció oest durant un llarg trajecte de 1.312 km fins a desembocar al golf de Khambhat o golf de Cambai al mar d'Aràbia, 50 km a l'oest de la ciutat de Bharuch, a l'estat de Gujarat.
És un dels tres únics rius principals de l'Índia peninsular, i el més llarg d'aquests, que flueix en direcció est-oest (els altres dos són els rius Tapti i Mahi) i també l'únic riu de l'Índia que passa per una fossa tectònica, fluint a l'oest entre les serralades Satpura i Vindhya. En el seu recorregut, discorre pels estats de Madhya Pradesh (1.077 km), Maharashtra (74 km: 35 km de la frontera entre Madhya Pradesh i Maharashtra i uns altres 39 km de frontera entre Madhya Pradesh i Gujarat) i Gujarat (161 km).
Les principals ciutats que es troben properes a les seves vores són Jabalpur (1.117.200 habitants el 2001), Baruch i Omkareshwar.
Claudi Ptolemeu l'esmenta com a Namados i en el Periplus se l'anomena Namnadios. En escrits sànscrits, en el Mahabharata i Ramayana, apareix com a Rewa, probablement de l'arrel rev ('saltar'). Els llocs més sagrats del seu curs són Suklatirtha, amb un antic arbre banya que porta el nom del sant Kabir, i el lloc del sacrifici del cavall del Raja Bali, prop de Broach. Durant el motí del 1857, el riu marcava el límit sud de la rebel·lió, i els britànics en van conservar el control tot i incidents aïllats; Tantia Topi va fer una incursió al sud del riu el 1858, sense èxit.

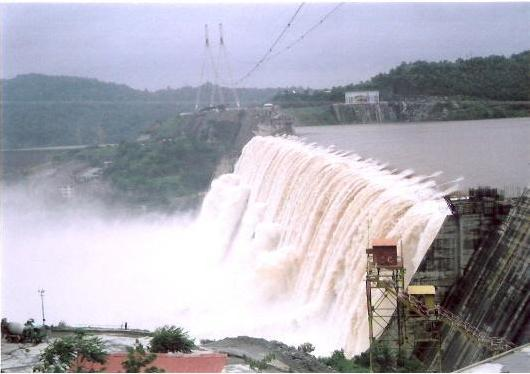
La presa Sardar Sarovar en construcció

A la seva conca, s'ha realitzat recentment un important projecte d'explotació hidroelèctica i reg (Narmanda Dam Project), amb la construcció de diverses preses (més de 30 previstes), i n'és la més important la presa Sardar Sarovar.